# Guianahister ashei
Guianahister ashei är en skalbaggsart som beskrevs av Alexey K. Tishechkin 2007. Guianahister ashei ingår i släktet Guianahister och familjen stumpbaggar. Inga underarter finns listade i Catalogue of Life.